# جان باتريس نداكي مبوليت
جان باتريس نداكي مبوليه (بالإنجليزية: Jean Patrice Ndaki Mboulet)‏ (ولد في 5 مايو 1979) هو لاعب كاميروني يلعب رياضة كرة الطائرة. يبلغ طوله 2.01 متر (6 قدم 7 بوصة)، ويلعب في مركز المهاجم. يمتلك جان 240 مباراة دولية مع منتخب الكاميرون لكرة الطائرة للرجال. شقيقه الأصغر، إيف مارسل نداكي مبوليه، هو أيضًا لاعب كرة طائرة.

## السيرة الذاتية
في عام 2000، تم اختياره كأفضل لاعب في الدوري الكاميروني أثناء لعبه مع فريق بورت دوالا.
في عام 2002، انتقل إلى فرنسا حيث لعب في أربعة أندية. خلال موسم 2002–2003، لعب مع نادي أيه إس فريجوس، وفي الفترة من 2003 حتى 2005 لعب مع نادي مونبلييه يو سي، ثم انضم إلى نادي أيه إس كان، الذي وصل معه إلى نهائي كأس فرنسا عام 2006. خلال موسم 2006–2007، لعب لنادي سان بريو كوت دآرمور للكرة الطائرة (درجة المحترفين A).
في عام 2007، انضم إلى نادي ساكاي بليزرز الياباني. وفي عام 2008، حصل على جائزة أفضل لاعب في دوري الكرة الطائرة الياباني (V-League)، وفي عام 2009 تم اختياره للمشاركة في الموسم السادس.

## وصلات خارجية
- www.volleyball-movies.net/jean-patrice-ndaki-p274

1. ↑  WorldofVolley (بالإنجليزية), QID:Q56259959